# Klaas Landsman
Nicolaas Pieter (Klaas) Landsman (Nijmegen, 11 september 1963) is een Nederlands wiskundig natuurkundige en schrijver.

## Wetenschappelijke carrière
Landsman behaalde na het gymnasium in 1985 cum laude zijn doctoraaldiploma natuurkunde met wiskunde en sterrenkunde aan de Universiteit van Amsterdam. In 1989 promoveerde hij daar (eveneens cum laude) bij Karel Gaemers in de theoretische hoge-energiefysica. Vervolgens was hij tot 1997 verbonden als onderzoeker aan de Universiteit van Cambridge, onderbroken door een verblijf van een jaar aan het Institut für Theoretische Physik van de Universiteit van Hamburg. Van 1997 tot 2004 was Landsman als docent, en later (2001) als hoogleraar verbonden aan de Universiteit van Amsterdam. In 2002 ontving hij een Pioniersbeurs van NWO. Sinds 2004 is hij hoogleraar analyse aan de Radboud Universiteit in Nijmegen. Zijn onderzoeksgebieden zijn de mathematische fysica, met name de thermodynamica van zwarte gaten, en in mindere mate de geschiedenis en filosofie van de natuurkunde.
Hij verzorgde in 2006 de eerste Universumlezing, een initiatief van het Platform Bèta Techniek dat in opdracht van het ministerie van Onderwijs de belangstelling voor de bètavakken moet zien te vergroten. Sinds 2019 is Landsman lid van de Koninklijke Nederlandse Akademie van Wetenschappen. Landsman ontving in 2022 de Spinozapremie, de belangrijkste Nederlandse wetenschappelijke prijs.

## Schrijver
Naast wetenschapper is Landsman auteur van populair-wetenschappelijke boeken, zoals het semi-autobiografische boek Requiem voor Newton uit 2005, dat de geschiedenis en filosofie van de natuurkunde beschrijft in een roman die zich afspeelt tegen de achtergrond van zijn eigen tijd aan de Universiteit van Cambridge in de jaren negentig van de twintigste eeuw. In zijn nieuwste boek getiteld Naar alle onwaarschijnlijkheid, verschenen bij Uitgeverij Prometheus in februari 2018, werpt mathematisch fysicus Klaas Landsman zijn blik op onderwerpen als toeval, geluk en ongeluk. Deze thema's behandelt hij eveneens in zijn functie hoogleraar mathematische fysica aan de Radboud Universiteit in Nijmegen. Hier houdt Landsman zich bezig met de manier waarop het begrip toeval gehanteerd wordt in het onderwijs.
Hij schrijft ook populair-wetenschappelijke artikelen voor tijdschriften als Nieuw Archief voor Wiskunde, de Nederlandse Boekengids en het Nederlands Tijdschrift voor Natuurkunde.

## Boeken
- Requiem voor Newton (2005)
- Foundations of Quantum Theory: from Classical Concepts to Operator Algebras (2017)
- Naar alle onwaarschijnlijkheid (2018)
- Foundations of General Relativity. From Einstein to Black Holes (2021)

## Persoonlijk
Landsman heeft twee zoons. Hij is een achterkleinkind van oud-minister Piet Aalberse.